# Pierre Puvis de Chavannes
Pierre Cécile Puvis de Chavannes (14. december 1824 i Lyon - 24. oktober 1898 i Paris) var en fransk maler.
I Puvis de Chavannes’ fødeby er det dekorative monumentalmaleri,  der skulle blive kunstnerens livsgerning, blevet dyrket med  forkærlighed; det var dog ikke der, han direkte fik impulserne, heller  ikke hos sine lærere i Paris: Henry Scheffer eller Eugène Delacroix, hos hvem han arbejdede en kort tid, og senere Thomas Couture  (hvis grå farvetoner dog vel nok har påvirket Puvis de Chavannes’  farvesyn). Han uddannede sig delvis på egen hånd. Hos de primitive  toskanere (vel særlig Domenico Ghirlandaio), i Pisas Camposanto-Fresker  og lignende fandt han på sin studierejse i Italien den naive enfold og  den fine harmoni i figurernes sammenstilling, som for ham var  grundpillerne i den store dekorative kunst. Kun med besvær (han  refuseredes ni gange) fik han indpas på salonen. Det dekorative Hjem fra Jagten (1859, Mus. i Marseille), debutarbejdet, gik ret upåagtet hen. Med de store Krig og Fred (1861) har vi allerede Puvis de Chavannes’ stil klar og målbevidst. Disse to danner med Arbejde og Hvile (1863), Ave Picardia (1865) og et af Puvis de Chavannes’ allerskønneste og ædleste værker, Ludus pro patria (1880) udsmykningen af Amiens-Museets  vestibule. Puvis de Chavannes’ kunst giver her som næsten altid  væsentlig idylliske og heroiske emner, ingen stærk dramatisk handling,  lidet sammenspil mellem figurerne, som står der mere i kraft af  linjeharmoniske love: tyste og enkle, ophøjede og typiske; bag hver  skikkelse ligger der vel et betydeligt naturstudium, men lag på lag af  den ydre virkelighed er skrællet af skikkelsen, der forenklet er løftet  op i en ideal sfære; som Puvis de Chavannes selv siger om sin kunst: den  skal resumer, reduire les choses à leur plus simple expression. Selv  tegningens korrekthed må til tider vige for hensynet til Stilen,  det dekorative linjespil understreges gennem figurernes skarpt tegnede  konturer. Farven er asketisk, kølig, sølvgrå i monotone dæmpede  harmonier (hvad den efterhånden blev mere og mere i Puvis de Chavannes’  kunst, spottere kalder ham derfor peintre de carême); den lægger sig  harmonisk om figurerne og de skønne monumentale landskaber og bidrager  sammen med linjedragene (med de udpræget lodrette linjer) til den  højtidelige dekorative virkning; med den vibrerende grå tone bringer han  friluftsmaleriets syn ind i vægmaleriet. Det er en stor mængde monumentalværker, Puvis de Chavannes har udført (ikke som fresko, men med olie på lærred) for eksempel Massilia (1869),  med flere forholdsvis få staffelibilleder, men af høj malerisk værd i deres monumentalitet og fine sammensætning af figur og landskab, f.eks. Håbet (1872, Luxembourg Mus.),  Le doux pays (1880), Fattig Fisker , Drømme (1883, Louvre); på den internationale kunstudstilling i København 1897 sås Medlidenhed (1887) og Kvinde ved Toilettet; på kunstmuseets udstilling i København 1914 Aarvaagenheden; i Helsingfors’ Mus. Kvindestudie. Museet i Lyon ejer en stor mængde af Puvis de Chavannes’ kartoner  til hans vægmalerier. Puvis de Chavannes’ betydning for moderne kunst  har været overordentlig vidtrækkende. Selv sluttede han sig med iver til  den unge kunsts bestræbelser (for hvem også hans let arkaiserende,  stiliserende kunst ofte var ledestjernen), han udstillede på det  uakademiske Champs de Mars, var ærespræsident for Société Nationale des Beaux-Arts.

## Galleri
- Pierre Puvis de Chavannes, Massilia, 1868 - 1869, The Phillips Collection
- Pierre Puvis de Chavannes, Håbet, 1872, Walters Art Museum
- Pierre Puvis de Chavannes, Døden og pigerne, 1872, Clark Art Institute
- Pierre Puvis de Chavannes, Den fattige fisker, 1881, Musée d'Orsay
- Pierre Puvis de Chavannes, Doux Pays (Søde land), 1882,
- Pierre Puvis de Chavannes, Kvinde ved oilettet, 1883
- Pierre Puvis de Chavannes, Drømmen, 1883, Walters Art Museum
- Pierre Puvis de Chavannes, Sommer, 1891, Cleveland Museum of Art
- Pierre Puvis de Chavannes,Victor Hugo’s Apoteose, 1893